# Perognathus
Perognathus és un gènere de rosegadors de la família dels heteròmids. Els representants d'aquests grups són animals petits, amb el pelatge sedós, la cua llarga i els peus petits en comparació amb els d'altres heteròmids. Tenen urpes llargues que fan servir per excavar caus i cercar llavors als substrats sorrencs. Se sap que roben llavors dels caus de rates cangur. Emmagatzemen les llavors que recullen a les grans bosses que tenen a les galtes. Són animals nocturns i prefereixen els hàbitats àrids.